# Гангнус, Рудольф Вильгельмович
Рудольф Вильгельмович Гангнус (полное имя Иоганн Рудольф; 20 февраля 1883, Спааре, Тальсенский уезд, Курляндская губерния — 14 мая 1949, Москва) — советский педагог-математик. Дед (по отцу) поэта Евгения Евтушенко.

## Биография
Отец — Генрих-Вильгельм (1860—1925) — был стеклодувом на стекольном заводе Мордангена, который женился на вдове своего старшего брата — Каролине Луизе Каннберг (1860—?) и основал собственную фирму на северном побережье озера Усмас.
Учился в народной школе в Талсах, потом с серебряной медалью окончил 1-ю Рижскую гимназию и математическое отделение физико-математического факультета Московского университета. Преподавал в московских гимназиях, вместе с женой участвовал в революционном движении. С 1921 года — заведующий отделом наглядных пособий в Наркомпросе. С 1922 года — проректор Латышского педагогического института в Москве, преподавал на рабфаках.
Совместно с Юлием Осиповичем Гурвицом написал известный «Учебник по геометрии» в двух частях (1932 и 1934), в 1935 году — учебник «Начальные сведения по геометрии» (1935). Эти учебники были переведены на большинство языков народов СССР, а также идиш, польский, немецкий, удмуртский и другие языки, и переиздавались на протяжении 1930-х годов.
Арестован в марте 1938 года, осуждён по статье 58-10 (контрреволюционная агитация); отбывал наказание в Каргопольлаге под Архангельском, где работал в лагерной школе. Освобождён в 1943 году, в ссылке в Муроме, преподавал в школах № 12 и № 16.

## Семья
- Жена — Анна Васильевна Плотникова (1885—1943).
  - Дочь — Ирина Рудольфовна Козинцова (1914—2004), архитектор; её муж — Борис Саулович Козинцов (1916—2011), учёный-механик, кандидат технических наук (1953), соавтор многократно переиздававшихся учебников «Детали механизмов радиоустройств» (3-е издание — М.: Высшая школа, 1988), «Проектирование механических передач» (7-е издание — М.: ИНФРА-М, 2013, в соавторстве с дочерью) и других.
    - Внучка — Мария Борисовна Козинцова (род. 1943), физик, редактор издательства «Физматлит».

  - Сын — Александр Рудольфович Гангнус (1910—1976), геолог.
    - Внуки — Евгений Александрович Евтушенко (от первого брака с геологом Зинаидой Ермолаевной Евтушенко, 1910—2002), поэт; Александр Александрович Гангнус (от второго брака, с 1938 года, с доктором геолого-минералогических наук Наталией Александровной Фогельман, 1913—2004), литератор; Владимир Александрович Гангнус (род. 1943), программист.

## Книги
- Брусиловский Г. К., Гангнус Р. В. Рабочая книга по математике: курс рабфака. — Части 1—3. — М.—Л.: Госиздат, 1928 (ряд переизданий).
- Брусиловский Г. К., Гангнус Р. В. Курс математики для индустриальных техникумов: учебник. — Части 1—5. — 3-е изд. — М.—Л.: Гостехиздат, 1931 (ряд переизданий). — 470 с.
- Ю. О. Гурвиц, Р. В. Гангнус. Начальные сведения по геометрии. Учебник для средней школы. 5 год обучения. 4-е изд. Харьков—Киев: Радянська школа, 1933.
- Р. В. Гангнус, Ю. О. Гурвиц. Геометрия. Методическое пособие по геометрии для высших педагогических учебных заведений и преподавателей средней школы. Ч. 1: Планиметрия. М.: Учпедгиз, 1934. — 320 с.
- Ю. О. Гурвиц, Р. В. Гангнус. Систематический курс геометрии: учебник для 8-го и 9-го классов средней школы. Ч. 2. Стереометрия — 3-е изд. — М.: Учпедгиз, 1935. — 128 с.
- Ю. О. Гурвиц, Р. В. Гангнус. Систематический курс геометрии, часть I, Планиметрия, для 6—8 классов, 4-е изд., 1936; часть II, Стереометрия, для 9—10 классов. М.: Учпедгиз, 1936.
- Ю. О. Гурвиц, Р. В. Гангнус. Начальные сведения по геометрии. Учебник для пятого класса неполной средней и средней школы. 4-е изд. М.: Учпедгиз, 1936.